# Második Maarat an-Nuám-i csata
2016. március 13-án az al-Nuszra Front és a Jund al-Aqsa harcosai egy éjszakai támadást indítottak a 13. Osztag Maarat an-Nuám-i központja ellen. A közösségi média szerint a szír ellenzéket támogató Jabhat al-Nusra aktivistái – mint helyi tüntetők és aktivisták – megtámadták a 13. Osztag állásait.

## A 13. Osztag eleste
Az Osztag Maarat an-Numánban lévő központját az al-Nuszra Front és a Jund al-Asqa egyesített erői egy éjszakai bevetésen megrohamozták. Az Osztag két raktárát átadták a támadóknak. Ezekben állítólag az USA által gyártott tankelhárító TOW rakétákat tároltak. Ezt az állítást a 13. Osztag vezetője, Ahmad al-Sa'aoud megcáfolta. Szerinte az al-Nuszra Front csak „könnyű lőfegyvereket és lőszereket” zsákmányolt, a csoport tankelhárító rakétái és aknakilövői biztonságban vannak. Lerohanták a 13. Osztag raktárait Maarat an-Núamban és emellett három környező várost: Hesh, Khan Shaykhun és Tal Aas területét. A jelentések szerint közelebbről meg nem határozott mennyiségű páncélozott járművet és tankot szereztek meg a támadók. Az al-Nuszra harcosai házról házra jártak, és ezalatt az Osztag 40 harcosát kapták el, többek között a csoport több magas rangú vezetőjét is. A nap végére a 13. Osztag az összes posztját elhagyta, és vezetőségének nagy része Törökországb távozott. Azonban az elfoglalást ellenző civilek megrohamozták az al-Nuszra városban lévő központját, és néhány bebörtönzöttet kiszabadítottak. Az összecsapásokban 11 harcos halt meg.

## Következmények
Az elkövetkező hónapokban folytatódtak a felkelések és az al-Nuszrával szembeni ellenállások sorozatai. 2016. június 12-én Maarat an-Nuámban tüntetést tartottak az al-Nuszra önkényessége ellen, és a tüntetők szerint Abu Muhammed al-Jolani egy „iráni spicli” volt.